# Coupe du monde d'escalade
À ne pas confondre avec les Championnats du monde d'escalade.
Navigation
- 1989
- 1990
- 1991
- 1992
- 1993
- 1994
- 1995
- 1996
- 1997
- 1998
- 1999
- 2000
- 2001
- 2002
- 2003
- 2004
- 2005
- 2006
- 2007
- 2008
- 2009
- 2010
- 2011
- 2012
- 2013
- 2014
- 2015
- 2016
- 2017
- 2018
- 2019
- 2020
- 2021
- 2022
- 2023
- 2024
- 2025

La Coupe du monde d'escalade est une série de compétitions d'escalade organisée par la Fédération internationale d'escalade, chaque année depuis 1989.
Lors de chaque manche de la série, les compétiteurs cumulent les points qui leur sont attribués en fonction de leur classement d'étape. À la fin de la saison, le classement général désigne les vainqueurs de la Coupe du monde, en escalade de bloc, en escalade de vitesse, et en escalade de difficulté. Pour les participants qui se sont engagés dans, au minimum, une compétition dans chacune des disciplines, on établit un classement combiné.

## Étapes
Créé en 1989, le Mondial de l'escalade de Briançon accueille une étape chaque année depuis la coupe du monde d'escalade de 2011. Une autre étape française récurrente est celle de Chamonix-Mont-Blanc. Aix-les-Bains, Grenoble, Laval, Valence ou même La Réunion ont également reçu des épreuves à plusieurs reprises dans le passé.

## Système de points
Le vainqueur d'une étape de la coupe se voit attribuer 100 points et seuls les trente premiers compétiteurs reçoivent des points. Dans le cas où des grimpeurs finissent ex æquo, les points gagnés sont calculés selon la moyenne des places concernées arrondis à l'unité inférieure.
| Place  | 1   | 2  | 3  | 4  | 5  | 6  | 7  | 8  | 9  | 10 | 11 | 12 | 13 | 14 | 15 | 16 | 17 | 18 | 19 | 20 | 21 | 22 | 23 | 24 | 25 | 26 | 27 | 28 | 29 | 30 |
| ------ | --- | -- | -- | -- | -- | -- | -- | -- | -- | -- | -- | -- | -- | -- | -- | -- | -- | -- | -- | -- | -- | -- | -- | -- | -- | -- | -- | -- | -- | -- |
| Points | 100 | 80 | 65 | 55 | 51 | 47 | 43 | 40 | 37 | 34 | 31 | 28 | 26 | 24 | 22 | 20 | 18 | 16 | 14 | 12 | 10 | 9  | 8  | 7  | 6  | 5  | 4  | 3  | 2  | 1  |

Le classement général est calculé en fonction du nombre d'étapes de la coupe. Jusqu'à cinq étapes, la somme des points de chaque compétition donne le résultat final de chaque compétiteur. À partir de six étapes, une des compétitions ne compte pas dans le total des points, les compétiteurs qui ont participé à toutes les étapes peuvent alors supprimer leur moins bon résultat.
Au cours de l'histoire de la Coupe du monde, le système de points a évolué. Lors de la première édition, le vainqueur recevait 25 points, le deuxième 20 points...

## Diffusion
L'ensemble des étapes sont diffusées en Français sur Bein Sport (chaîne payante).
La diffusion est également disponible gratuitement sur la chaîne Youtube officielle de l'IFSC en Anglais (mais cela nécessite un VPN pour se localiser aux États-Unis).

L'ensemble des étapes de vitesse sont diffusées. Concernant la Difficulté et le Bloc, seulement les Demi-Finales et Finales sont diffusées.

Pour permettre à tout le monde de regarder librement les diffusions, nous avons mit en place un serveur discord sur lequel vous pourrez regarder/partager la compétition en direct.
Voici le lien pour rejoindre le serveur :
https://discord.gg/mk7aa4VGHS

## Podiums

### Hommes

#### Difficulté
| Année | Vainqueur                                                      | 2e                                                             | 3e                                                             |
| 1989  | Simon Nadin                                                    | Didier Raboutou                                                | Jerry Moffatt                                                  |
| 1990  | François Legrand                                               | Jacky Godoffe                                                  | Jim Karn                                                       |
| 1991  | François Legrand (2)                                           | François Lombard                                               | Jean-Baptiste Tribout                                          |
| 1992  | François Legrand (3)                                           | Luca Zardini                                                   | Jean-Baptiste Tribout                                          |
| 1993  | François Legrand (4)                                           | François Petit                                                 | Yuji Hirayama                                                  |
| 1994  | François Lombard                                               | François Legrand                                               | Jean-Baptiste Tribout                                          |
| 1995  | François Petit                                                 | François Legrand                                               | Arnaud Petit                                                   |
| 1996  | Arnaud Petit                                                   | François Petit                                                 | Cristian Brenna                                                |
| 1997  | François Legrand (5)                                           | Arnaud Petit                                                   | François Petit                                                 |
| 1998  | Yuji Hirayama                                                  | Cristian Brenna                                                | Yevgen Kryvosheytsev                                           |
| 1999  | François Petit (2)                                             | François Legrand                                               | Andreas Bindhammer                                             |
| 2000  | Yuji Hirayama (2)                                              | Alexandre Chabot                                               | Cristian Brenna                                                |
| 2001  | Alexandre Chabot                                               | Gérôme Pouvreau                                                | Tomáš Mrázek                                                   |
| 2002  | Alexandre Chabot (2)                                           | Tomáš Mrázek                                                   | Gérome Pouvreau                                                |
| 2003  | Alexandre Chabot (3)                                           | Ramón Julián Puigblanque                                       | François Auclair                                               |
| 2004  | Tomáš Mrázek                                                   | Alexandre Chabot                                               | Flavio Crespi                                                  |
| 2005  | Flavio Crespi                                                  | Jorg Verhoeven                                                 | Cédric Lachat                                                  |
| 2006  | Patxi Usobiaga Lakunza                                         | David Lama                                                     | Flavio Crespi Tomáš Mrázek                                     |
| 2007  | Patxi Usobiaga Lakunza (2)                                     | Ramón Julián Puigblanque                                       | Tomáš Mrázek                                                   |
| 2008  | Jorg Verhoeven                                                 | Tomáš Mrázek                                                   | Ramón Julián Puigblanque                                       |
| 2009  | Adam Ondra                                                     | Patxi Usobiaga Lakunza                                         | Sachi Amma                                                     |
| 2010  | Ramón Julián Puigblanque                                       | Jakob Schubert                                                 | Adam Ondra                                                     |
| 2011  | Jakob Schubert                                                 | Ramón Julián Puigblanque                                       | Sachi Amma                                                     |
| 2012  | Sachi Amma                                                     | Ramón Julián Puigblanque                                       | Jakob Schubert                                                 |
| 2013  | Sachi Amma (2)                                                 | Jakob Schubert                                                 | Ramón Julián Puigblanque                                       |
| 2014  | Jakob Schubert (2)                                             | Sean McColl                                                    | Adam Ondra                                                     |
| 2015  | Adam Ondra (2)                                                 | Gautier Supper                                                 | Jakob Schubert                                                 |
| 2016  | Domen Skofic                                                   | Jakob Schubert                                                 | Romain Desgranges                                              |
| 2017  | Romain Desgranges                                              | Stefano Ghisolfi                                               | Keiichiro Korenaga                                             |
| 2018  | Jakob Schubert (3)                                             | Stefano Ghisolfi                                               | Romain Desgranges Domen Skofic                                 |
| 2019  | Adam Ondra (3)                                                 | Alberto Ginés López                                            | Sean McColl                                                    |
| 2020  | Pas de titre cette saison en raison de la pandémie de Covid-19 | Pas de titre cette saison en raison de la pandémie de Covid-19 | Pas de titre cette saison en raison de la pandémie de Covid-19 |
| 2021  | Stefano Ghisolfi                                               | Sean Bailey (en)                                               | Masahiro Higuchi                                               |
| 2022  | Luka Potočar                                                   | Taisei Homma                                                   | Jesse Grupper                                                  |
| 2023  | Sorato Anraku                                                  | Alexander Megos                                                | Taisei Homma                                                   |
| 2024  | Toby Roberts                                                   | Shion Omata                                                    | Sorato Anraku                                                  |
| 2025  |                                                                |                                                                |                                                                |

#### Bloc
| Année | Vainqueur                                                      | 2e                                                             | 3e                                                             |
| 1999  | Christian Core                                                 | Serik Kazbekov                                                 | Jérôme Meyer                                                   |
| 2000  | Pedro Pons                                                     | Salavat Rakhmetov                                              | Daniel Du Lac                                                  |
| 2001  | Jérôme Meyer                                                   | Mauro Calibani                                                 | Daniel Andrada                                                 |
| 2002  | Christian Core (2) Jérôme Meyer (2) Malcolm Smith              | -                                                              | -                                                              |
| 2003  | Jérôme Meyer (3)                                               | Salavat Rakhmetov                                              | Daniel Du Lac                                                  |
| 2004  | Daniel Du Lac                                                  | Kilian Fischhuber                                              | Jérôme Meyer                                                   |
| 2005  | Kilian Fischhuber                                              | Jérôme Meyer                                                   | Daniel Du Lac                                                  |
| 2006  | Jérôme Meyer (4)                                               | Kilian Fischhuber                                              | Gérôme Pouvreau                                                |
| 2007  | Kilian Fischhuber (2)                                          | Dmitry Sharafutdinov                                           | Stephane Julien                                                |
| 2008  | Kilian Fischhuber (3)                                          | David Lama                                                     | Dmitry Sharafutdinov                                           |
| 2009  | Kilian Fischhuber (4)                                          | Rustam Gelmanov                                                | Gabriele Moroni                                                |
| 2010  | Adam Ondra                                                     | Kilian Fischhuber                                              | Tsukuru Hori                                                   |
| 2011  | Kilian Fischhuber (5)                                          | Dmitry Sharafutdinov                                           | Guillaume Glairon Mondet                                       |
| 2012  | Rustam Gelmanov                                                | Kilian Fischhuber                                              | Jakob Schubert                                                 |
| 2013  | Dmitry Sharafutdinov                                           | Jakob Schubert                                                 | Sean McColl                                                    |
| 2014  | Jan Hojer                                                      | Dmitry Sharafutdinov                                           | Guillaume Glairon Mondet                                       |
| 2015  | Jongwon Chon                                                   | Jan Hojer                                                      | Adam Ondra                                                     |
| 2016  | Tomoa Narasaki                                                 | Kokoro Fujii                                                   | Aleksei Rubtsov                                                |
| 2017  | Jongwon Chon (2)                                               | Tomoa Narasaki                                                 | Aleksei Rubtsov                                                |
| 2018  | Jernej Kruder                                                  | Tomoa Narasaki                                                 | Rei Sugimoto                                                   |
| 2019  | Tomoa Narasaki (2)                                             | Adam Ondra                                                     | Yoshiyuki Ogata                                                |
| 2020  | Pas de titre cette saison en raison de la pandémie de Covid-19 | Pas de titre cette saison en raison de la pandémie de Covid-19 | Pas de titre cette saison en raison de la pandémie de Covid-19 |
| 2021  | Yoshiyuki Ogata                                                | Kokoro Fujii                                                   | Adam Ondra                                                     |
| 2022  | Yoshiyuki Ogata (2)                                            | Tomoa Narasaki                                                 | Kokoro Fujii                                                   |
| 2023  | Sorato Anraku                                                  | Dohyun Lee                                                     | Tomoa Narasaki                                                 |
| 2024  | Sorato Anraku (2)                                              | Meichi Narasaki                                                | Tomoa Narasaki                                                 |
| 2025  |                                                                |                                                                |                                                                |

#### Vitesse
| Année | Vainqueur                                                      | 2e                                                             | 3e                                                             |
| 1998  | Andrey Vedenmeer                                               | Vladimir Netsvetaev                                            | Alexei Kozlov                                                  |
| 1999  | Tomasz Oleksy                                                  | Vladislav Baranov                                              | Vladimir Zakharov                                              |
| 2000  | Andrey Vedenmeer (2)                                           | Iakov Soubbotine                                               | Vladimir Zakharov                                              |
| 2001  | Maksym Styenkovyy                                              | Alexandre Chaoulsky                                            | Alexander Peshekhonov                                          |
| 2002  | Alexander Peshekhonov                                          | Maksym Styenkovyy                                              | Sergueï Sinitsyne                                              |
| 2003  | Tomasz Oleksy (2)                                              | Alexander Peshekhonov                                          | Iakov Soubbotine                                               |
| 2004  | Sergueï Sinitsyne                                              | Evgenii Vaitsekhovskii                                         | Alexander Peshekhonov                                          |
| 2005  | Evgenii Vaitsekhovskii                                         | Sergueï Sinitsyne                                              | Tomasz Oleksy                                                  |
| 2006  | Evgenii Vaitsekhovskii (2)                                     | Sergueï Sinitsyne                                              | Alexander Peshekhonov                                          |
| 2007  | Sergueï Sinitsyne (2)                                          | Evgenii Vaitsekhovskii                                         | Alexander Kosterin                                             |
| 2008  | Evgenii Vaitsekhovskii (3)                                     | Sergueï Sinitsyne                                              | Qixin Zhong                                                    |
| 2009  | Sergueï Sinitsyne (3)                                          | Sergueï Abdrakhmanov                                           | Evgenii Vaitsekhovskii                                         |
| 2010  | Stanislav Kokorin                                              | Evgenii Vaitsekhovskii                                         | Libor Hroza                                                    |
| 2011  | Łukasz Świrk                                                   | Sergueï Sinitsyne                                              | Sergueï Abdrakhmanov                                           |
| 2012  | Stanislav Kokorin (2)                                          | Danyil Boldyrev                                                | Yaroslav Gontaryk                                              |
| 2013  | Stanislav Kokorin (3)                                          | Libor Hroza                                                    | QiXin Zhong                                                    |
| 2014  | Danyil Boldyrev                                                | Libor Hroza                                                    | Marcin Dzieński                                                |
| 2015  | QiXin Zhong                                                    | Libor Hroza                                                    | Danyil Boldyrev                                                |
| 2016  | Marcin Dzieński                                                | Stanislav Kokorin                                              | Danyil Boldyrev                                                |
| 2017  | Vladislav Deulin                                               | Reza Alipourshenazandifar                                      | Ludovico Fossali                                               |
| 2018  | Bassa Mawem                                                    | Danyil Boldyrev                                                | Dmitrii Timofeev                                               |
| 2019  | Bassa Mawem (2)                                                | Vladislav Deulin                                               | Alfian Muhammad                                                |
| 2020  | Pas de titre cette saison en raison de la pandémie de Covid-19 | Pas de titre cette saison en raison de la pandémie de Covid-19 | Pas de titre cette saison en raison de la pandémie de Covid-19 |
| 2021  | Veddriq Leonardo                                               | Kiromal Katibin                                                | Marcin Dzieński                                                |
| 2022  | Veddriq Leonardo (2)                                           | Kiromal Katibin                                                | Jinbao Long                                                    |

#### Combiné
| Année | Vainqueur            | 2e                     | 3e                           |
| 1999  | François Petit       | Daniel Andrada Jimenez | Tomasz Oleksy                |
| 2000  | Alexandre Chabot     | Salavat Rakhmetov      | Serik Kazbekov               |
| 2001  | Alexandre Chabot (2) | Serik Kazbekov         | Kilian Fischhuber            |
| 2002  | Maksym Styenkovyy    | Serik Kazbekov         | Kilian Fischhuber            |
| 2003  | Tomasz Oleksy        | Evgeny Ovchinnikov     | Serik Kazbekov Cédric Lachat |
| 2004  | Kilian Fischhuber    | Flavio Crespi          | Gérome Pouvreau              |
| 2005  | Tomasz Oleksy (2)    | Kilian Fischhuber      | Dmitri Sarafutdinov          |
| 2006  | Tomáš Mrázek         | David Lama             | Kilian Fischhuber            |
| 2007  | Jorg Verhoeven       | Tomáš Mrázek           | Kilian Fischhuber            |
| 2008  | David Lama           | Jorg Verhoeven         | Tomáš Mrázek                 |
| 2009  | Adam Ondra           | Sachi Amma             | Klemen Becan                 |
| 2010  | Adam Ondra (2)       | Jakob Schubert         | Sachi Amma                   |
| 2011  | Jakob Schubert       | Sean McColl            | Klemen Becan                 |
| 2012  | Jakob Schubert (2)   | Sean McColl            | Sachi Amma                   |
| 2013  | Jakob Schubert (3)   | Sean McColl            | Sachi Amma                   |
| 2014  | Sean McColl          | Adam Ondra             | Domen Skofic                 |
| 2015  | Adam Ondra (3)       | Sean McColl            | Domen Skofic                 |
| 2016  | Sean McColl (2)      | Jakob Schubert         | Kokoro Fujii                 |
| 2017  | Tomoa Narasaki       | Jongwon Chon           | Kokoro Fujii                 |
| 2018  | Jakob Schubert (4)   | Tomoa Narasaki         | Yoshiyuki Ogata              |
| 2019  | Tomoa Narasaki (2)   | Adam Ondra             | Jakob Schubert               |

### Femmes

#### Difficulté
| Année | Vainqueur                                                      | 2e                                                             | 3e                                                             |
| 1989  | Nanette Raybaud                                                | Luisa Iovane                                                   | Robyn Erbesfield                                               |
| 1990  | Isabelle Patissier Lynn Hill                                   | -                                                              | Nanette Raybaud                                                |
| 1991  | Isabelle Patissier (2)                                         | Susi Good                                                      | Robyn Erbesfield                                               |
| 1992  | Robyn Erbesfield                                               | Isabelle Patissier                                             | Lynn Hill                                                      |
| 1993  | Robyn Erbesfield (2)                                           | Susi Good                                                      | Elena Ovtchinnikova                                            |
| 1994  | Robyn Erbesfield (3)                                           | Isabelle Patissier                                             | Natalie Richer                                                 |
| 1995  | Robyn Erbesfield (4)                                           | Laurence Guyon                                                 | Liv Sansoz                                                     |
| 1996  | Liv Sansoz                                                     | Laurence Guyon                                                 | Stéphanie Bodet                                                |
| 1997  | Muriel Sarkany                                                 | Liv Sansoz                                                     | Stéphanie Bodet                                                |
| 1998  | Liv Sansoz (2)                                                 | Martina Cufar                                                  | Stéphanie Bodet                                                |
| 1999  | Muriel Sarkany (2)                                             | Liv Sansoz                                                     | Martina Cufar                                                  |
| 2000  | Liv Sansoz (3)                                                 | Muriel Sarkany                                                 | Stéphanie Bodet                                                |
| 2001  | Muriel Sarkany (3)                                             | Martina Cufar                                                  | Sandrine Levet                                                 |
| 2002  | Muriel Sarkany (4)                                             | Sandrine Levet                                                 | Martina Cufar                                                  |
| 2003  | Muriel Sarkany (5)                                             | Sandrine Levet                                                 | Angela Eiter                                                   |
| 2004  | Angela Eiter                                                   | Muriel Sarkany                                                 | Alexandra Eyer Natalija Gros                                   |
| 2005  | Angela Eiter (2)                                               | Maja Vidmar                                                    | Caroline Ciavaldini                                            |
| 2006  | Angela Eiter (3)                                               | Sandrine Levet                                                 | Caroline Ciavaldini                                            |
| 2007  | Maja Vidmar                                                    | Angela Eiter                                                   | Muriel Sarkany                                                 |
| 2008  | Johanna Ernst                                                  | Maja Vidmar                                                    | Mina Markovic                                                  |
| 2009  | Johanna Ernst (2)                                              | Jain Kim                                                       | Maja Vidmar                                                    |
| 2010  | Jain Kim                                                       | Mina Markovic                                                  | Angela Eiter                                                   |
| 2011  | Mina Markovic                                                  | Jain Kim                                                       | Maja Vidmar                                                    |
| 2012  | Mina Markovic (2)                                              | Jain Kim                                                       | Johanna Ernst                                                  |
| 2013  | Jain Kim (2)                                                   | Mina Markovic                                                  | Momoka Oda                                                     |
| 2014  | Jain Kim (3)                                                   | Mina Markovic                                                  | Magdalena Röck                                                 |
| 2015  | Mina Markovic (3)                                              | Jain Kim                                                       | Jessica Pilz                                                   |
| 2016  | Janja Garnbret                                                 | Anak Verhoeven                                                 | Jain Kim                                                       |
| 2017  | Janja Garnbret (2)                                             | Jain Kim                                                       | Anak Verhoeven                                                 |
| 2018  | Janja Garnbret (3)                                             | Jessica Pilz                                                   | Jain Kim                                                       |
| 2019  | Chaehyun Seo                                                   | Janja Garnbret                                                 | Natsuki Tanii                                                  |
| 2020  | Pas de titre cette saison en raison de la pandémie de Covid-19 | Pas de titre cette saison en raison de la pandémie de Covid-19 | Pas de titre cette saison en raison de la pandémie de Covid-19 |
| 2021  | Janja Garnbret (4)                                             | Natalia Grossman                                               | Laura Rogora                                                   |
| 2022  | Janja Garnbret (5)                                             | Chaehyun Seo                                                   | Natalia Grossman                                               |
| 2023  | Jessica Pilz                                                   | Janja Garnbret                                                 | Vita Lukan                                                     |
| 2024  | Jessica Pilz                                                   | Janja Garnbret                                                 | Ai Mori                                                        |
| 2025  |                                                                |                                                                |                                                                |

#### Bloc
| Année | Vainqueur                                                      | 2e                                                             | 3e                                                             |
| 1999  | Stéphanie Bodet                                                | Elena Choumilova                                               | Sandrine Levet                                                 |
| 2000  | Sandrine Levet                                                 | Elena Choumilova                                               | Delphine Martin                                                |
| 2001  | Sandrine Levet (2)                                             | Myriam Motteau                                                 | Corinne Theroux                                                |
| 2002  | Nataliya Perlova Myriam Motteau Lisa Rands                     | -                                                              | -                                                              |
| 2003  | Sandrine Levet (3)                                             | Olga Bibik                                                     | Nataliya Perlova                                               |
| 2004  | Sandrine Levet (4)                                             | Olga Bibik                                                     | Ioulia Abramtchouk                                             |
| 2005  | Sandrine Levet (5)                                             | Olga Bibik                                                     | Ioulia Abramtchouk                                             |
| 2006  | Olga Bibik                                                     | Juliette Danion                                                | Anna Stöhr                                                     |
| 2007  | Juliette Danion                                                | Olga Shalagina                                                 | Natalija Gros                                                  |
| 2008  | Anna Stöhr                                                     | Akiyo Noguchi                                                  | Ioulia Abramtchouk                                             |
| 2009  | Akiyo Noguchi                                                  | Anna Stöhr                                                     | Natalija Gros                                                  |
| 2010  | Akiyo Noguchi (2)                                              | Anna Stöhr                                                     | Chloé Graftiaux                                                |
| 2011  | Anna Stöhr (2)                                                 | Akiyo Noguchi                                                  | Alex Puccio                                                    |
| 2012  | Anna Stöhr (3)                                                 | Akiyo Noguchi                                                  | Shauna Coxsey                                                  |
| 2013  | Anna Stöhr (4)                                                 | Akiyo Noguchi                                                  | Alex Puccio                                                    |
| 2014  | Akiyo Noguchi (3)                                              | Shauna Coxsey                                                  | Anna Stöhr                                                     |
| 2015  | Akiyo Noguchi (4)                                              | Shauna Coxsey                                                  | Miho Nonaka                                                    |
| 2016  | Shauna Coxsey                                                  | Miho Nonaka                                                    | Mélissa Le Nevé                                                |
| 2017  | Shauna Coxsey (2)                                              | Janja Garnbret                                                 | Akiyo Noguchi                                                  |
| 2018  | Miho Nonaka                                                    | Akiyo Noguchi                                                  | Fanny Gibert                                                   |
| 2019  | Janja Garnbret                                                 | Akiyo Noguchi                                                  | Fanny Gibert                                                   |
| 2020  | Pas de titre cette saison en raison de la pandémie de Covid-19 | Pas de titre cette saison en raison de la pandémie de Covid-19 | Pas de titre cette saison en raison de la pandémie de Covid-19 |
| 2021  | Natalia Grossman                                               | Janja Garnbret                                                 | Oriane Bertone                                                 |
| 2022  | Natalia Grossman (2)                                           | Miho Nonaka                                                    | Brooke Raboutou                                                |
| 2023  | Natalia Grossman (3)                                           | Miho Nonaka                                                    | Brooke Raboutou                                                |
| 2024  | Natalia Grossman (4)                                           | Oceana Mackenzie                                               | Mao Nakamura                                                   |
| 2025  |                                                                |                                                                |                                                                |

#### Vitesse
| Année | Vainqueur                                                      | 2e                                                             | 3e                                                             |
| 1998  | Olga Zakharova                                                 | Alena Ostapenko                                                | Nataliya Perlova                                               |
| 1999  | Olga Zakharova (2)                                             | Alena Ostapenko                                                | Zosia Podgorbounskikh                                          |
| 2000  | Olena Ryepko                                                   | Olga Zakharova                                                 | Zosia Podgorbounskikh                                          |
| 2001  | Olga Zakharova (3)                                             | Agung Ethi Hendrawati                                          | Zosia Podgorbounskikh                                          |
| 2002  | Olena Ryepko (2)                                               | Mayya Piratinskaya                                             | Valentina Yurina                                               |
| 2003  | Valentina Yurina                                               | Anna Stenkovaya                                                | Olena Ryepko                                                   |
| 2004  | Tatiana Ruyga                                                  | Anna Stenkovaya                                                | Agung Ethi Hendrawati                                          |
| 2005  | Anna Stenkovaya                                                | Valentina Yurina                                               | Olga Evstigneeva                                               |
| 2006  | Tatiana Ruyga (2)                                              | Valentina Yurina                                               | Anna Stenkovaya                                                |
| 2007  | Tatiana Ruyga (3)                                              | Svitlana Tuzhylina                                             | Anna Stenkovaya                                                |
| 2008  | Edyta Ropek                                                    | Olena Ryepko                                                   | Svitlana Tuzhylina                                             |
| 2009  | Edyta Ropek (2)                                                | Anna Stenkovaya                                                | Valentina Yurina                                               |
| 2010  | Yuliya Levochkina                                              | Ksenia Alekseeva                                               | Edyta Ropek                                                    |
| 2011  | Edyta Ropek (3)                                                | Mariia Krasavina                                               | Alina Gaydamakina                                              |
| 2012  | Alina Gaydamakina                                              | Yuliya Levochkina                                              | Mariia Krasavina                                               |
| 2013  | Alina Gaydamakina (2)                                          | Iuliia Kaplina                                                 | Aleksandra Rudzinska                                           |
| 2014  | Mariia Krasavina                                               | Iuliia Kaplina                                                 | Anouck Jaubert                                                 |
| 2015  | Mariia Krasavina (2)                                           | Anouck Jaubert                                                 | Iuliia Kaplina                                                 |
| 2016  | Iuliia Kaplina                                                 | Anouck Jaubert                                                 | Klaudia Buczek                                                 |
| 2017  | Anouck Jaubert                                                 | Iuliia Kaplina                                                 | Mariia Krasavina                                               |
| 2018  | Anouck Jaubert (2)                                             | Aries Susanti Rahayu                                           | Iuliia Kaplina                                                 |
| 2019  | YiLing Song                                                    | Anouck Jaubert                                                 | Aries Susanti Rahayu                                           |
| 2020  | Pas de titre cette saison en raison de la pandémie de Covid-19 | Pas de titre cette saison en raison de la pandémie de Covid-19 | Pas de titre cette saison en raison de la pandémie de Covid-19 |
| 2021  | Emma Hunt                                                      | Patrycja Chudziak                                              | Aleksandra Miroslaw Ekaterina Barashchuk                       |
| 2022  | Aleksandra Kalucka                                             | Emma Hunt                                                      | Natalia Kalucka                                                |

#### Combiné
| Année | Vainqueur          | 2e              | 3e                                |
| 1999  | Elena Choumilova   | Stéphanie Bodet | Isabelle Bihr                     |
| 2000  | Liv Sansoz         | Sandrine Levet  | Elena Choumilova                  |
| 2001  | Sandrine Levet     | Martina Cufar   | Elena Choumilova Annatina Schultz |
| 2002  | Sandrine Levet (2) | Olga Zakharova  | Jenny Lavarda                     |
| 2003  | Sandrine Levet (3) | Olga Bibik      | Barbara Bacher                    |
| 2004  | Sandrine Levet (4) | Jenny Lavarda   | Alexandra Eyer                    |
| 2005  | Sandrine Levet (5) | Anna Stenkovaya | Jenny Lavarda                     |
| 2006  | Angela Eiter       | Natalija Gros   | Maja Vidmar                       |
| 2007  | Natalija Gros      | Angela Eiter    | Svitlana Tuzhylina                |
| 2008  | Akiyo Noguchi      | Johanna Ernst   | Natalija Gros                     |
| 2009  | Akiyo Noguchi (2)  | Jain Kim        | Johanna Ernst                     |
| 2010  | Jain Kim           | Akiyo Noguchi   | Natalija Gros                     |
| 2011  | Mina Markovic      | Jain Kim        | Akiyo Noguchi                     |
| 2012  | Mina Markovic (2)  | Jain Kim        | Akiyo Noguchi                     |
| 2013  | Mina Markovic (3)  | Akiyo Noguchi   | Momoka Oda                        |
| 2014  | Akiyo Noguchi (3)  | Mina Markovic   | Momoka Oda                        |
| 2015  | Jain Kim (2)       | Akiyo Noguchi   | Yuka Kobayashi (ja)               |
| 2016  | Janja Garnbret     | Akiyo Noguchi   | Jessica Pilz                      |
| 2017  | Janja Garnbret (2) | Jain Kim        | Shauna Coxsey                     |
| 2018  | Janja Garnbret (3) | Miho Nonaka     | Akiyo Noguchi                     |
| 2019  | Janja Garnbret (4) | Akiyo Noguchi   | Jessica Pilz                      |